# Arnould Rèche
Arnould Rèche (ur. 2 września 1838 w Landroff, zm. 23 października 1890 w Reims) – lasalianin, błogosławiony kościoła katolickiego.
Jules-Nicolas Reche urodził się w bardzo biednej rodzinie. Bardzo szybko porzucił szkołę i pracował jako woźny. W 1862 r. wstąpił do zgromadzenia braci szkolnych, gdzie przyjął imię Arnold. W 1870 w czasie wojny francusko-pruskiej pracował razem z współbraćmi zapewniając rannym żołnierzom obu walczących stron opiekę medyczną i duchową.

## Beatyfikacja
Beatyfikacja została dokonana przez papieża Jana Pawła II w Rzymie 1 listopada 1987 r., w efekcie procesu beatyfikacyjnego, rozpoczętego przez kardynała Emmanuela Suharda w 1938 r.